# Going! Going! Gone!
Going! Going! Gone! è un cortometraggio muto del 1919 diretto da Gilbert Pratt. Il film, di genere comico, è interpretato da Harold Lloyd, Snub Pollard, Bebe Daniels, Sammy Brooks.

## Trama

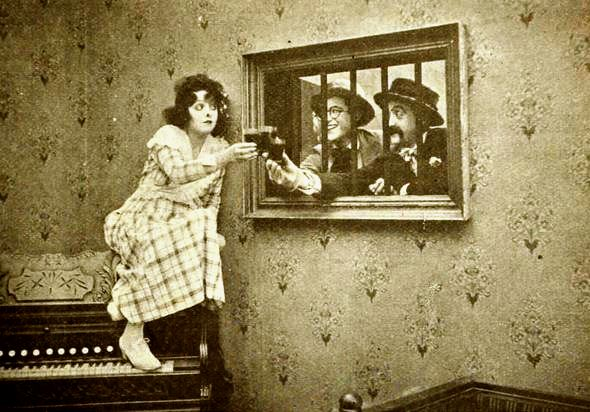
Bebe Daniels, Harold Lloyd, Snub Pollard

Due mascalzoni scappano su un'automobile rubata. Per un equivoco, vengono arrestati due ciclisti ai quali i due ladri hanno rubato il tandem.

## Produzione
Il film fu prodotto da Hal Eoach per la Rolin Film Company.

## Distribuzione
Distribuito dalla Pathé Exchange, il film - un cortometraggio in una bobina - uscì nelle sale cinematografiche degli Stati Uniti il 26 gennaio 1919. In Francia, fu distribuito dalla Pathé Frères il 7 maggio 1920. Della pellicola fu fatta una riedizione che uscì sul mercato americano il 23 luglio 1922.
Riprodotto in VHS, il film - i cui diritti sono di pubblico dominio - è stato distribuito dalla Grapevine Video.